# Березники (Закарпатская область)
Березники́ (укр. Березники, венг. Bereznek) — село в Керецковской сельской общине Хустского района Закарпатской области Украины. Расположено у подножия Боржавской полонины (высшая точка гора Стой; 1681 м), в долине реки Боржава в 25 км от города Свалява, население 3053 человек.
Основными природными ресурсами являются буковые леса, есть также источники минеральных вод. В Березниках находится санаторий «Човен» для детей больных туберкулёзом, до Второй мировой войны на месте санатория было имение австрийской баронессы.
В 1910 году в селе проживало 1846 человек: 10 венгров, 87 немцев, 1749 русинов и 325 евреев. 1874 жителя были грекокатоликами.